# Иска суло Йонио
Ѝска суло Йо̀нио (на италиански: Isca) е село и община в Южна Италия, провинция Катандзаро, регион Калабрия. Разположено е на 188 m надморска височина. Населението на общината е 1590 души (към 2012 г.).